# Stan Against Evil
Stan Against Evil es una serie de televisión estadounidense de comedia de terror creada por Dana Gould. La serie se estrenó en IFC el 31 de octubre de 2016, y es protagonizada por John C. McGinley, Janet Varney, Nate Mooney, y Deborah Baker Jr. En enero de 2018, se anunció que IFC había renovado la serie para una tercera temporada.

## Sinopsis
Stan Against Evil «sigue a Stan, un ex alguacil de un pequeño pueblo de Nueva Inglaterra que se vio obligado a retirarse. Tiene problemas para renunciar a su autoridad a la nueva alguacil Evie, pero forman una alianza improbable cuando ambos comienzan a darse cuenta de que las cosas no están del todo bien. Juntos, luchan valientemente contra una plaga de demonios desatados que han estado acechando la ciudad, que se construyó en el sitio de una masiva quema de brujas del siglo XVII».

## Elenco y personajes

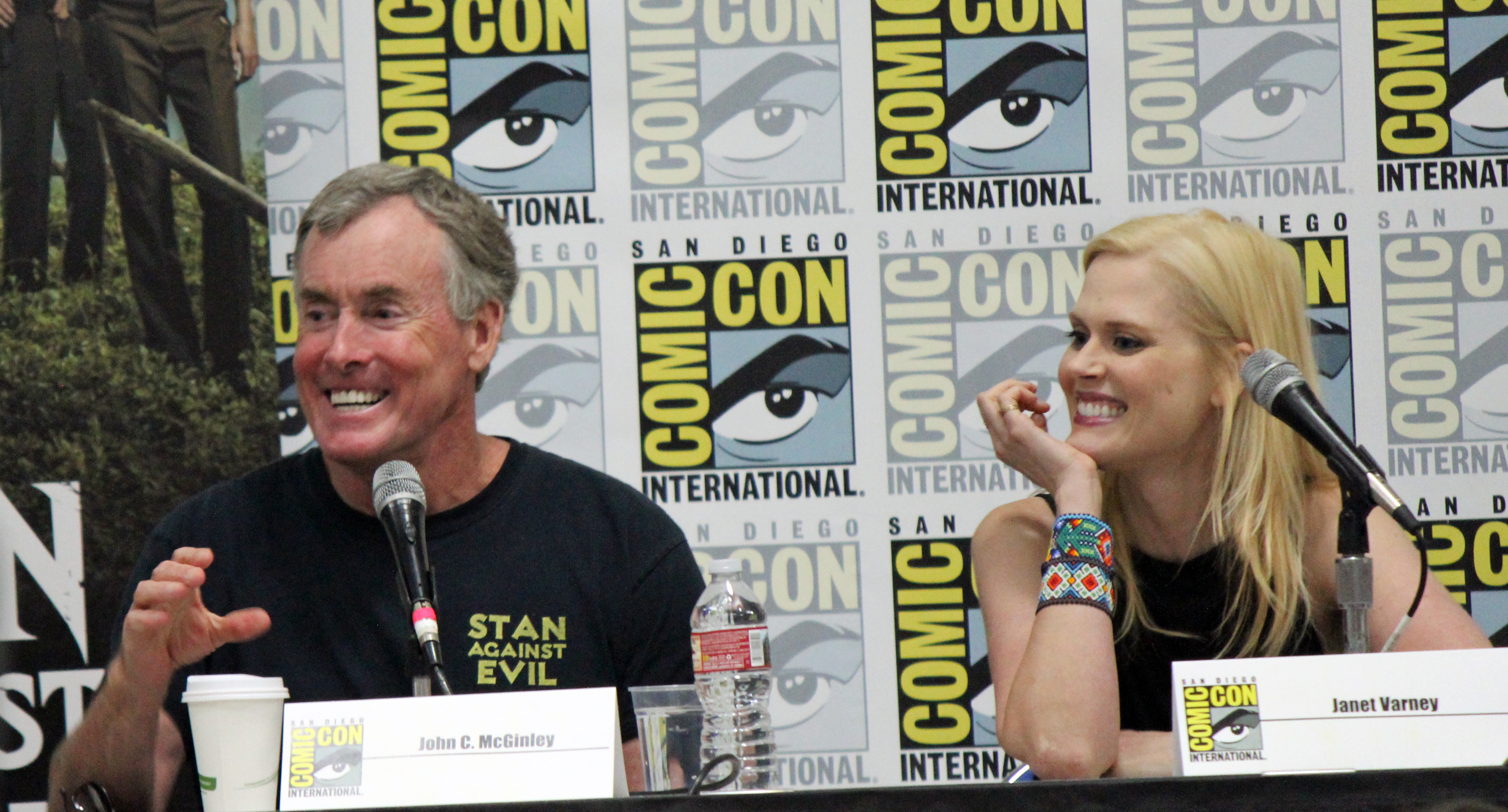
McGinley y Varney en un panel para Stan Against Evil en 2017 en Comic-Con International.

### Principales
- John C. McGinley como Stanley «Stan» Miller, ex alguacil que se ve obligado a renunciar después de un estallido violento en el funeral de su esposa.
- Janet Varney como Evelyn «Evie» Barret, nueva alguacil de la ciudad y madre soltera.
- Nate Mooney como el oficial Leon Drinkwater.
- Deborah Baker Jr. como Denise Miller, hija de Stanley.

### Recurrentes
- Mick Ignis como Stella Stanas.
- Danielle Phelan como Karen.
- Denise Boutte como Lara Bouchard.
- Dana Gould como Kevin, el sepulturero.
- Randall Newsome como Constable Eccles
- Grace DeAmicis como Grace, hija de Evie.

## Episodios
| Temporada | Temporada | Episodios | Emisión original       | Emisión original        |
| Temporada | Temporada | Episodios | Comienzo               | Final                   |
| --------- | --------- | --------- | ---------------------- | ----------------------- |
|           | 1         | 8         | 31 de octubre de 2016  | 23 de noviembre de 2016 |
|           | 2         | 8         | 1 de noviembre de 2017 | 22 de noviembre de 2017 |
|           | 3         | 8         | 31 de octubre de 2018  | 21 de noviembre de 2018 |

## Producción

### Desarrollo
El 22 de febrero de 2016, se anunció que IFC ordenó Stan Against Evil para una primera temporada de 8 episodios creada por Dana Gould. Gould inicialmente concibió el proyecto como un corto de 3 minutos, y nunca imaginó vender su idea a alguna cadena de televisión, pero él estaba teniendo una comida informal con el ejecutivo de programación de IFC, Peter Aronson, cuando este último dijo, «Deberías escribir una [versión] graciosa [de] X-Files». Gould también mencionó que le encanta la franquicia de The Evil Dead y otras series recientes de género de terror, pero «esta es una comedia que se encuentra en un espectáculo de terror como una muñeca rusa, para eso creo que es su propio animal». Gould dijo que el tono de la serie está inspirado por las películas An American Werewolf in London y The Last House on the Left, pero citó de chiste a Pretty Woman como su película de terror favorita.
El 18 de abril de 2016, se anunció que John C. McGinley además de protagonizar la serie, también se desempeñará como productor.
El 31 de julio de 2016, se anunció que la serie emitirá una emisión especial el 31 de octubre de 2016, y que se estrenará oficialmente con episodios dobles a partir del 2 de noviembre.
El 13 de diciembre de 2016, IFC renovó la serie para una segunda temporada, que se estrenó el 1 de noviembre de 2017. En enero de 2018, se anunció que IFC había renovado la serie para una tercera temporada.

### Casting
El 18 de abril de 2016, se anunció que McGinley se unió a la serie como un personaje principal. Gould dijo que el personaje de McGinley se basó en su padre de casi 90 años, describiéndolo cariñosamente como un Archie Bunker sin el encanto, afirmando, «Qué tal sí mi padre estuviese combatiendo monstruos? ¿Qué pasaría sí mi papá fuera Buffy la cazavampiros?». y que, «John [McGinley] aportó su propia calidad al personaje, mucho mejor de lo que había imaginado».

### Rodaje
La fotografía principal de la primera temporada comenzó en junio de 2016 en Atlanta.

## Lanzamiento

### Marketing
El 7 de octubre de 2016, IFC publicó el tráiler oficial de la primera temporada. El 20 de julio de 2017, se lanzó en la San Diego Comic-Con International el tráiler oficial de la segunda temporada.
Para promocionar la tercera temporada, el elenco y la creadora se presentaron en la San Diego Comic-Con International en julio de 2018, y además se mostró un adelanto. El 4 de octubre de 2018, se lanzó el tráiler oficial en la New York Comic-Con.